# Grand Champions Cup femminile 2009
La Grand Champions Cup 2009 si è svolta dal 10 al 15 novembre 2009 a Fukuoka e Tokyo, in Giappone: al torneo hanno partecipato sei squadre nazionali e la vittoria finale è andata per la prima volta all'Italia.

## Impianti
|                                                                            |                                                                                  |  |
|                                                                            |                                                                                  |  |
| Marine Messe Fukuoka Città: Fukuoka Capienza: 15 000 Anno d'apertura: 1995 | Tokyo Metropolitan Gymnasium Città: Tokyo Capienza: 10 000 Anno d'apertura: 1954 |  |

## Regolamento

### Formula
Le squadre hanno disputato un'unica fase con formula del girone all'italiana.

### Criteri di classifica
Sono stati assegnati 2 punti alla squadra vincente e 1 a quella sconfitta.
L'ordine del posizionamento in classifica è stato definito in base a:
- Punti;
- Ratio dei set vinti/persi;
- Ratio dei punti realizzati/subiti;
- Risultati degli scontri diretti.

## Squadre partecipanti
| Squadra         | Qualificazione                             | Ultima partecipazione |
| --------------- | ------------------------------------------ | --------------------- |
| Brasile         | 1ª al campionato sudamericano 2009         | Giappone 2005         |
| Corea del Sud   | Wild card                                  | Giappone 2005         |
| Giappone        | Paese organizzatore                        | Giappone 2005         |
| Italia          | 1ª al campionato europeo 2009              | Debutto               |
| Rep. Dominicana | 1ª al campionato nordamericano 2009        | Debutto               |
| Thailandia      | 1ª al campionato asiatico e oceaniano 2009 | Debutto               |

## Torneo

### Risultati
| 10 novembre 2009 Tokyo Metropolitan Gymnasium, Tokyo Durata: 1h:16 - Spettatori: 1 550  | Thailandia      | 0 - 3 | Italia          | 25-27, 22-25, 22-25               |
| 10 novembre 2009 Tokyo Metropolitan Gymnasium, Tokyo Durata: 1h:19 - Spettatori: 2 700  | Rep. Dominicana | 0 - 3 | Brasile         | 23-25, 16-25, 17-25               |
| 10 novembre 2009 Tokyo Metropolitan Gymnasium, Tokyo Durata: 1h:43 - Spettatori: 10 110 | Giappone        | 3 - 1 | Corea del Sud   | 22-25, 27-25, 25-16, 25-10        |
| 11 novembre 2009 Tokyo Metropolitan Gymnasium, Tokyo Durata: 1h:48 - Spettatori: 1 600  | Thailandia      | 1 - 3 | Rep. Dominicana | 25-14, 20-25, 21-25, 26-28        |
| 11 novembre 2009 Tokyo Metropolitan Gymnasium, Tokyo Durata: 2h:07 - Spettatori: 5 000  | Italia          | 3 - 2 | Corea del Sud   | 24-26, 24-26, 28-26, 25-19, 15-9  |
| 11 novembre 2009 Tokyo Metropolitan Gymnasium, Tokyo Durata: 2h:11 - Spettatori: 9 400  | Brasile         | 3 - 1 | Giappone        | 24-26, 25-21, 25-23, 25-21        |
| 12 novembre 2009 Tokyo Metropolitan Gymnasium, Tokyo Durata: 1h:24 - Spettatori: 2 700  | Corea del Sud   | 0 - 3 | Brasile         | 26-28, 17-25, 15-25               |
| 12 novembre 2009 Tokyo Metropolitan Gymnasium, Tokyo Durata: 1h:12 - Spettatori: 3 600  | Rep. Dominicana | 0 - 3 | Italia          | 19-25, 18-25, 20-25               |
| 12 novembre 2009 Tokyo Metropolitan Gymnasium, Tokyo Durata: 1h:29 - Spettatori: 8 000  | Giappone        | 3 - 0 | Thailandia      | 25-21, 25-18, 25-12               |
| 14 novembre 2009 Marine Messe Fukuoka, Fukuoka Durata: 1h:59 - Spettatori: 3 300        | Thailandia      | 2 - 3 | Corea del Sud   | 18-25, 19-25, 25-16, 25-14, 11-15 |
| 14 novembre 2009 Marine Messe Fukuoka, Fukuoka Durata: 1h:54 - Spettatori: 5 340        | Italia          | 3 - 0 | Brasile         | 25-21, 25-23, 25-21               |
| 14 novembre 2009 Marine Messe Fukuoka, Fukuoka Durata: 2h:02 - Spettatori: 8 000        | Rep. Dominicana | 3 - 1 | Giappone        | 24-26, 25-22, 25-16, 25-18        |
| 15 novembre 2009 Marine Messe Fukuoka, Fukuoka Durata: 1h:15 - Spettatori: 3 450        | Brasile         | 3 - 0 | Thailandia      | 25-22, 25-20, 25-18               |
| 15 novembre 2009 Marine Messe Fukuoka, Fukuoka Durata: 1h:26 - Spettatori: 4 720        | Corea del Sud   | 0 - 3 | Rep. Dominicana | 17-25, 18-25, 22-25               |
| 15 novembre 2009 Marine Messe Fukuoka, Fukuoka Durata: 2h:08 - Spettatori: 8 010        | Giappone        | 1 - 3 | Italia          | 30-32, 22-25, 26-24, 18-25        |

### Classifica
| Pos | Squadra         | Pt | G | V | P | SV | SP | Ratio | PF  | PS  | Ratio |
| --- | --------------- | -- | - | - | - | -- | -- | ----- | --- | --- | ----- |
| 1   | Italia          | 10 | 5 | 5 | 0 | 15 | 3  | 5.000 | 449 | 393 | 1.142 |
| 2   | Brasile         | 9  | 5 | 4 | 1 | 12 | 4  | 3.000 | 392 | 340 | 1.153 |
| 3   | Rep. Dominicana | 8  | 5 | 3 | 2 | 9  | 8  | 1.125 | 379 | 381 | 0.995 |
| 4   | Giappone        | 7  | 5 | 2 | 3 | 9  | 10 | 0.900 | 443 | 431 | 1.028 |
| 5   | Corea del Sud   | 6  | 5 | 1 | 4 | 6  | 14 | 0.429 | 392 | 466 | 0.841 |
| 6   | Thailandia      | 5  | 5 | 0 | 5 | 3  | 15 | 0.200 | 370 | 414 | 0.894 |

## Podio

### Campione
Formazione: 2 Cristina Barcellini, 3 Immacolata Sirressi, 5 Giulia Rondon, 8 Jenny Barazza, 10 Paola Cardullo, 11 Serena Ortolani, 12 Francesca Piccinini, 13 Valentina Arrighetti, 14 Eleonora Lo Bianco, 15 Antonella Del Core, 16 Lucia Bosetti, 17 Simona Gioli, CT: Massimo Barbolini

### Secondo posto
Formazione: 2 Ana Takagui, 3 Danielle Lins, 4 Paula Pequeno, 5 Caroline Gattaz, 6 Thaísa de Menezes, 7 Marianne Steinbrecher, 8 Adenízia da Silva, 9 Natália Pereira, 10 Wélissa Gonzaga, 11 Joyce da Silva, 13 Sheilla de Castro, 14 Fabiana de Oliveira, CT: José Roberto Guimarães

### Terzo posto
Formazione: 1 Annerys Vargas, 2 Dahiana Burgos, 3 Lisvel Eve, 5 Brenda Castillo, 6 Carmen Caso, 7 Niverka Marte, 8 Cándida Arias, 10 Milagros Cabral, 11 Jeoselyna Rodríguez, 12 Karla Echenique, 14 Prisilla Rivera, 17 Gina Mambrú, CT: Marcos Kwiek

## Classifica finale
| Pos | Squadra         |
| --- | --------------- |
|     | Italia          |
|     | Brasile         |
|     | Rep. Dominicana |
| 4   | Giappone        |
| 5   | Corea del Sud   |
| 6   | Thailandia      |

## Premi individuali
| Premio                 | Nome                | Squadra       |
| ---------------------- | ------------------- | ------------- |
| MVP                    | Simona Gioli        | Italia        |
| Miglior realizzatrice  | Kim Yeon-koung      | Corea del Sud |
| Miglior attaccante     | Simona Gioli        | Italia        |
| Miglior muro           | Yang Hyo-jin        | Corea del Sud |
| Miglior servizio       | Malika Kanthong     | Thailandia    |
| Miglior palleggiatrice | Yoshie Takeshita    | Giappone      |
| Miglior libero         | Fabiana de Oliveira | Brasile       |